# Полунино (Тверская область)
Полу́нино — деревня в Ржевском районе Тверской области. Относится к сельскому поселению «Победа», до 2006 года входила в состав Образцовского сельского округа.
Находится на правом берегу реки Холынка, в 5 километрах к северу от города Ржева. Рядом с деревней, через речку, деревня Образцово, в 5 км к западу — посёлок Победа, центр сельского поселения.
Население по переписи 2002 года — 75 человек, 33 мужчины, 42 женщины.

## История
В 1859 году владельческая деревня Полунина Тверской губернии, при реке Холынке, в 4 верстах от города имеет 16 дворов, 143 жителя. В конце XIX-начале XX века Полунино относилось к Тимофеевской волости Ржевского уезда, и входила в приход Покровской церкви города Ржева.
В 1939 году в Полунино 53 двора, деревня в Раменском сельсовете Ржевского района Калининской области.
Во время Великой Отечественной войны деревня была оккупирована гитлеровскими войсками в октябре 1941 года. Полностью освобождена 25 августа 1942 после непрекращающихся боёв с 30 июля. В результате боёв деревни Полунино, а также соседних деревень Галахово, Тимофеево, Федорково и Бердихино больше не существовало. Две последние исчезли навсегда.
После войны началось восстановление деревни, о которой напоминали только остатки печей да горелые деревья. Вся земля была в воронках от бомб и снарядов, окопах, рвах. Первые избы жители ставили, разбирая блиндажи. По полям было невозможно даже ходить, кругом были мины (на них подрывались даже 30 лет спустя). В центре деревни — могильный холмик с надписью на табличке Танкисты. На этом месте сейчас братская могила, куда в 1950-е годы перезахоронены погибшие из 40 братских могил Полунинского сельсовета, центром которого до 1964 года было Полунино. В послевоенные годы в Полунино был колхоз имени МЮД, позднее деревня вошла в совхоз «25 лет Комсомолу».
В 1996 году в деревне 36 хозяйств, 92 жителя. В деревне Раменская начальная школа (закрыта в 2007? году).

### Сражение за Полунино
В январе 1942 года, после зимнего наступления Красной Армии, линия фронта прошла в 8-10 километрах к северу от Полунино. Уже в это время шли бои в районе деревень Киево, Холм, Дешевки. Севернее Ржева, в том числе в районе Полунина, немецко-фашистские войска к середине лета 1942 года создали глубоко эшелонированную полосу обороны.
30 июля 1942 года войска 30-й армии (командующий — генерал-лейтенант Д. Д. Лелюшенко) Калининского фронта (командующий — генерал-полковник (с 26.08.1943 генерал армии) И. С. Конев) начали наступление на Ржев (Первая Ржевско-Сычёвская операция). Неся большие потери, советские войска прорвали оборону немцев возле Космарихи и Дешевок и 31 июля начались жестокие бои за овладение Полунино, продолжавшиеся почти 4 недели. Непосредственно за Полунино вела бои 16-я гвардейская стрелковая дивизия (комдив С. А. Князьков, с 16.08.1942 П. Г. Шафранов) с 256 танковой бригадой (затем в бой вводились другие танковые бригады). На правом фланге (Федорково) — 379-я стрелковая дивизия (комдив И. Ф. Щеглов). Слева (Галахово) — 2-я гвардейская дивизия (комдив П. Г. Чанчибадзе), 5 августа через её порядки из армейского резерва была введена в бой 52-я стрелковая дивизия (комдив В. А. Андреев). Особой ожесточённостью отличались бои за пологую возвышенность к западу от деревни, известную как Высота 200 (высота «Огурец», высота Безымянная западнее Полунина). К 19 августа, после непрекращающихся атак советских войск, линия обороны немцев проходит по северной окраине Галахово, по середине Полунина и по южному склону высоты 200. 24 августа — прорыв немецкой обороны у Федорково, советские войска овладели районом Бердихина, Ковынева, Лазарева. 25 августа немецкие войска оставили Полунино и отошли на линию обороны по северной окраине Ржева. На этом рубеже (5 км к югу от Полунино) фронт стоял до марта 1943 года.
Все выжившие в этих боях подчёркивали, что за всю войну они не знали сражений, равных им по ожесточённости и количеству потерь.

## Братское захоронение
Одно из самых крупных воинских захоронений Великой Отечественной войны. Место негромкого поклонения павшим защитникам Родины.
По данным ОБД «Мемориал»:

Дата создания захоронения — 1954 год, до 1956 года захоронено 10147 воинов, имена всех известны.
В братскую могилу перенесены останки из деревень: Агарьково, Алюшино, Амошино, Борисовская, Бурдуково, Бердихино, Высота 215,3, Высота 195,9, Высота 222,8, Высота 206,9, Галахово, Горбово, Горы-Казеки, Дешевки, Космариха, Коршуново, Ковынево, Киево, Лазарево, Мартюково, Мурылево, Наумовка, Наумово, Ново-Семеновская, Поволжье, Полунино, Подсосонье, Рамено, Роща «Подкова», Роща «Куропатка», Семеновское Новое, Семашко, Строево, Старшевицы, Смыково, Тимофеево, Федорково, Ханино, Хорино, Холм.
Вид захоронения — братская могила, вокруг железная ограда 3×4 м, памятник (фигура солдата с автоматом) из бетона с мраморной крошкой, сооружён в 1957 году, скульптор Казаков.
На постаменте надпись: «Вечная память героям, павшим в боях за свободу и независимость нашей Родины в период Великой Отечественной войны 1941—1945 гг.»
Ниже плита, на которой высечено: «Здесь похоронены солдаты, сержанты и офицеры 3, 10, 16, 20, 24, 32, 37, 43, 52, 78, 107, 111, 114, 143, 178, 182, 183, 210, 215, 220, 243, 246, 247, 248, 250, 348, 357, 359, 369, 371, 375, 379, 413, 415, 632, 879, 966-й стрелковых дивизий, 33-й отдельной бронетанковой дивизии, 4, 35, 36, 119, 130, 132, 133, 136, 153, 156, 238-й стрелковых бригад, 18, 25, 28, 35, 38, 55, 85, 115, 119, 144, 153, 238, 249, 255, 270, 298, 427, 438, 472, 492, 829-й танковых бригад, 93-й гвардии мин. бригады, 438-й отд. сапёрной бригады погибшие в период Великой Отечественной войны 1941 г.-1945 г.»
Шефствуют совхоз «25 лет ВЛКСМ», Раменская начальная школа, работники Образцовского с\совета.
К памятнику вела аллея из 70-летних берёз.
В 2010 году проведена реконструкция мемориала. Территория расширена (примерно 20 х 30 м), берёзы спилены, проложены дорожки из плит, по периметру поставлены металлические листы с выбитыми на них фамилиями погибших воинов.
По данным администрации Ржевского района на 2012 год, в братской могиле в деревне Полунино 12 538 захороненных.

## Музей воинской славы
Рядом с братской могилой небольшой музей, перед ним на постаменте танк ИС-3.
Музей возник как комната Славы в Раменской школе (до войны школа была в не восстановленной деревне Рамено (Раменье), после войны — в Полунино). Материалы собрала учительница (потом заведующая) этой школы Анастасия Михайловна Калошина. Она же начала и всю жизнь дополняла «Книгу памяти» — Список советских воинов, похороненных в братской могиле Полунино.
Отдельное здание музея и сельской библиотеки построили в 1987 году.